# Phantom Vision
Phantom Vision es un grupo portugués enmarcado en el sonido del rock gótico y darkwave. Su estilo musical enlaza con el rock gótico de los 80 y entre sus principales influencias se pueden citar a Sisters of Mercy o Bauhaus, así como al ambiente que crearon las bandas de Strobelight Records. Sus principales elementos característicos son la voz profunda del cantante, que recuerda a la de Andrew Eldritch, y el característico uso del teclado.
Aunque con anterioridad había llevado el nombre de Electric Wet Dreams (entre 1996 y 2000), la banda se fundó en mayo de 2000 en Lisboa, Portugal. Ese mismo año participa en el International Hall of Dreams Festival en Oporto. Su primer disco, Nocturnal Frequencies, llegó al puesto 15 en las German Alternative Charts (DAC).
En 2001, la banda tenía que telonear a Sisters of Mercy en el Super Bock Super Rock Festival de Oporto, pero al conocer Eldricth el estilo de la banda, este se negó a que tocaran.

## Miembros de la banda
Formación actual: Pedro Morcego, James Dead, David Reis.
Miembros anteriores:
- Pierre Dumond (Teclados entre 2000 y 2001/2003 y 2009)
- André Joaquim (Bajo/Guitarra entre 2003 y 2009)
- Nuno Soares (Bajo entre mayo de 2000 y agosto de 2003)

Álbumes:
- Pedro Morcego (Nocturnal Frequencies, Traces of Solitude, Calling the Fiends e Instinct)
- David Reis (Nocturnal Frequencies, Traces of Solitude y Calling the Fiends)
- Nuno Soares (Nocturnal Frequencies, Traces of Solitude)
- André Joaquim (Calling the Fiends e Instinct)
- Pierre Dumond (Instinct)

## Discografía
- Nocturnal Frequencies, 2000.
- Traces of Solitude, 2002.
- Calling the Fiends, 2004.
- Instinct, 2006.
- Ghosts, 2015
- Guilty, 2019

- Datos: Q6074112